# Berlingiero Caldora (morto nel 1500)
Berlingiero Caldora (XV secolo – 1500) è stato un nobile e condottiero italiano, conte di Monteodorisio.

## Biografia
Berlingiero II Caldora nacque in data e luogo sconosciuti da Giovanni Antonio Caldora e Lucrezia/Lucietta Barile. Tra le sue prime imprese militari figurano nel 1476 gli scontri nel Canavese contro l'esercito del vescovo di Ginevra Gian Luigi di Savoia.
Nel 1485 prese parte alla congiura dei baroni contro il re del Regno di Napoli Ferrante d'Aragona. Nel 1487, scoperta la congiura dal sovrano, questi lo convocò nel Castel Nuovo di Napoli insieme ad altri baroni del Regno con la scusa di celebrare il matrimonio di una sua nipote. In realtà era una trappola: tutti i baroni, tra cui Berlingiero, furono arrestati ed i più pericolosi vennero giustiziati. Berlingiero riuscì nel 1492 ad ottenere la scarcerazione da parte del sovrano. Una volta libero, frequentò la vita di corte napoletana.
Nel biennio 1493-1494 fu al servizio della Repubblica di Venezia, mentre tre anni dopo si trasferì in Francia. Rientrato subito in Italia, nel 1498 passò al servizio del duca di Ferrara Ercole I d'Este, il quale lo rimandò in Francia insieme al condottiero Borso da Correggio, in qualità di suoi ambasciatori, con un esercito di 30 cavalieri. Tornato di nuovo in Italia, nel 1500 morì affogato mentre era intento ad attraversare il fiume Volturno.

## Ascendenza
|                          |                |                              | Genitori           |  |  | Nonni |  |  | Bisnonni       |  |  | Trisnonni                |  |
|                          |                |                              |                    |  |  |       |  |  | Jacopo Caldora |  |  | Giovanni Antonio Caldora |  |
|                          |                |                              |                    |  |  |       |  |  | Jacopo Caldora |  |  | Giovanni Antonio Caldora |  |
|                          |                | Rita Cantelmo                |                    |  |  |       |  |  | Jacopo Caldora |  |  |                          |  |
| Berlingiero Caldora      |                |                              |                    |  |  |       |  |  | Jacopo Caldora |  |  |                          |  |
|                          |                | Medea d'Evoli                | Niccolò d'Evoli    |  |  |       |  |  |                |  |  |                          |  |
|                          |                | Medea d'Evoli                | Niccolò d'Evoli    |  |  |       |  |  |                |  |  |                          |  |
|                          |                | Medea d'Evoli                | Jacopa Conti       |  |  |       |  |  |                |  |  |                          |  |
| Giovanni Antonio Caldora |                | Medea d'Evoli                |                    |  |  |       |  |  |                |  |  |                          |  |
|                          |                | Bartolomeo Domenico Riccardi | Francesco Riccardi |  |  |       |  |  |                |  |  |                          |  |
|                          |                | Bartolomeo Domenico Riccardi | Francesco Riccardi |  |  |       |  |  |                |  |  |                          |  |
|                          |                | Bartolomeo Domenico Riccardi | ? Capece Zurlo     |  |  |       |  |  |                |  |  |                          |  |
| Francesca Riccardi       |                | Bartolomeo Domenico Riccardi |                    |  |  |       |  |  |                |  |  |                          |  |
|                          |                | Margherita Camponeschi       | Marino Camponeschi |  |  |       |  |  |                |  |  |                          |  |
|                          |                | Margherita Camponeschi       | Marino Camponeschi |  |  |       |  |  |                |  |  |                          |  |
|                          |                | Margherita Camponeschi       | ?                  |  |  |       |  |  |                |  |  |                          |  |
| Berlingiero Caldora      |                | Margherita Camponeschi       |                    |  |  |       |  |  |                |  |  |                          |  |
|                          | Giacomo Barile | Nicola Barile                |                    |  |  |       |  |  |                |  |  |                          |  |
|                          | Giacomo Barile | Nicola Barile                |                    |  |  |       |  |  |                |  |  |                          |  |
|                          | Giacomo Barile | ?                            |                    |  |  |       |  |  |                |  |  |                          |  |
| Giacomo Barile           | Giacomo Barile |                              |                    |  |  |       |  |  |                |  |  |                          |  |
|                          |                | Isabella da Celano           | Nicolò da Celano   |  |  |       |  |  |                |  |  |                          |  |
|                          |                | Isabella da Celano           | Nicolò da Celano   |  |  |       |  |  |                |  |  |                          |  |
|                          |                | Isabella da Celano           | Maria Marzano      |  |  |       |  |  |                |  |  |                          |  |
| Lucrezia/Lucietta Barile |                | Isabella da Celano           |                    |  |  |       |  |  |                |  |  |                          |  |
|                          |                | ?                            | ?                  |  |  |       |  |  |                |  |  |                          |  |
|                          |                | ?                            | ?                  |  |  |       |  |  |                |  |  |                          |  |
|                          |                | ?                            | ?                  |  |  |       |  |  |                |  |  |                          |  |
| ?                        |                | ?                            |                    |  |  |       |  |  |                |  |  |                          |  |
|                          |                | ?                            | ?                  |  |  |       |  |  |                |  |  |                          |  |
|                          |                | ?                            | ?                  |  |  |       |  |  |                |  |  |                          |  |
|                          |                | ?                            | ?                  |  |  |       |  |  |                |  |  |                          |  |
|                          |                | ?                            |                    |  |  |       |  |  |                |  |  |                          |  |

## Discendenza
Berlingiero Caldora si sposò con Cornelia Camilla Cantelmo, divenendo così parente del re del Regno di Napoli Ferrante d'Aragona. Da lei ebbe due figli e due figlie:
- Jacopo/Giacomo, condottiero, il quale sposò Ippolita Riccio[7];
- Giovanni Antonio, condottiero;
- Lucrezia, andata in sposa ad Alfonso Carafa[8];
- Ippolita, la quale sposò Alfonso Torelli[9], descritta dal poeta Iacopo Campanile nella sua opera Vero tempio de amore come una delle dame più belle del Regno di Napoli[10].